# Mascara
Pour les articles homonymes, voir Mascara (homonymie).

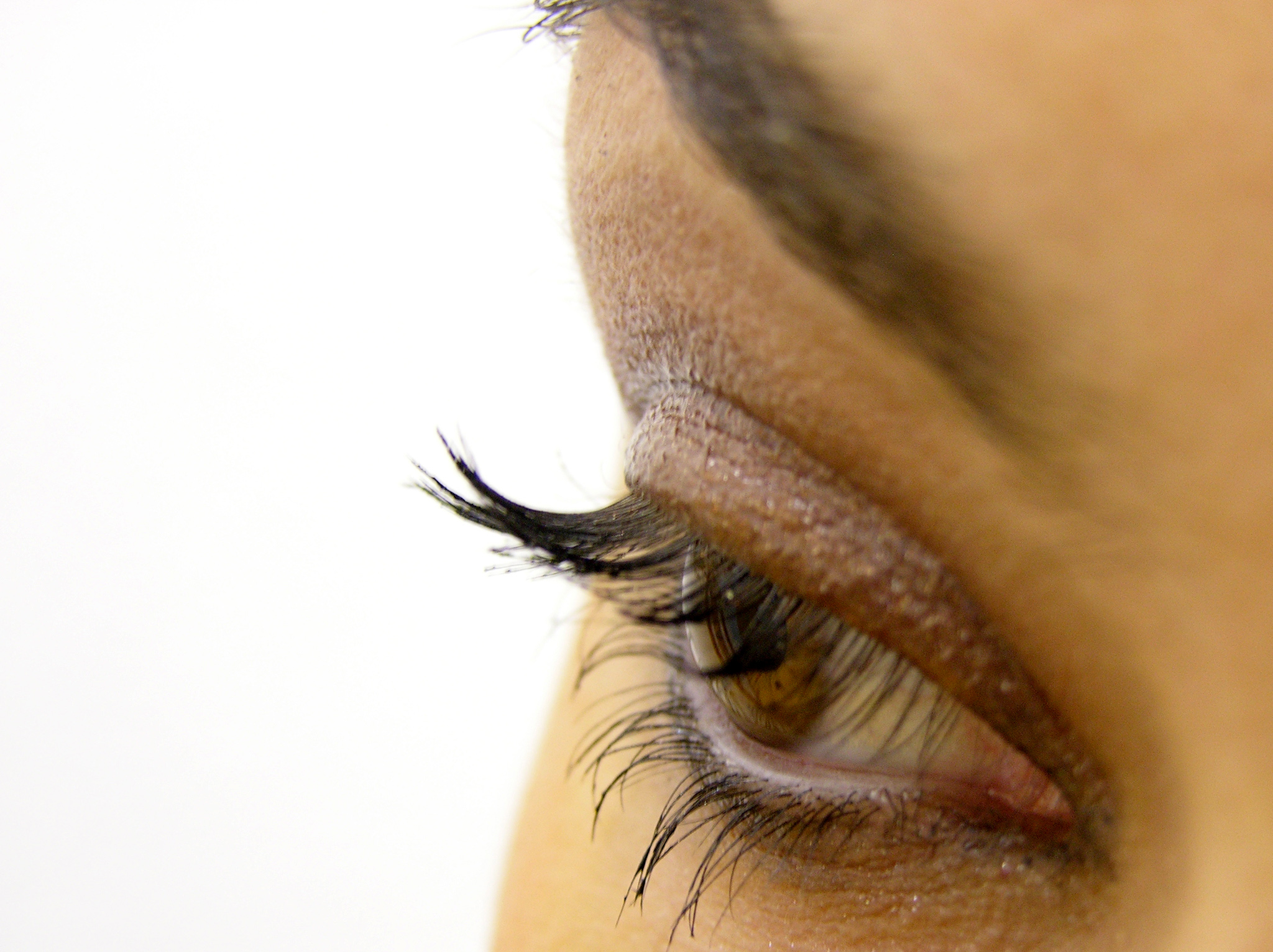
Cils mis en valeur par du mascara.

Le mascara est un produit cosmétique permettant de surligner les yeux en colorant les cils et leur donnant plus de longueur ou d'épaisseur apparente.

## Présentation

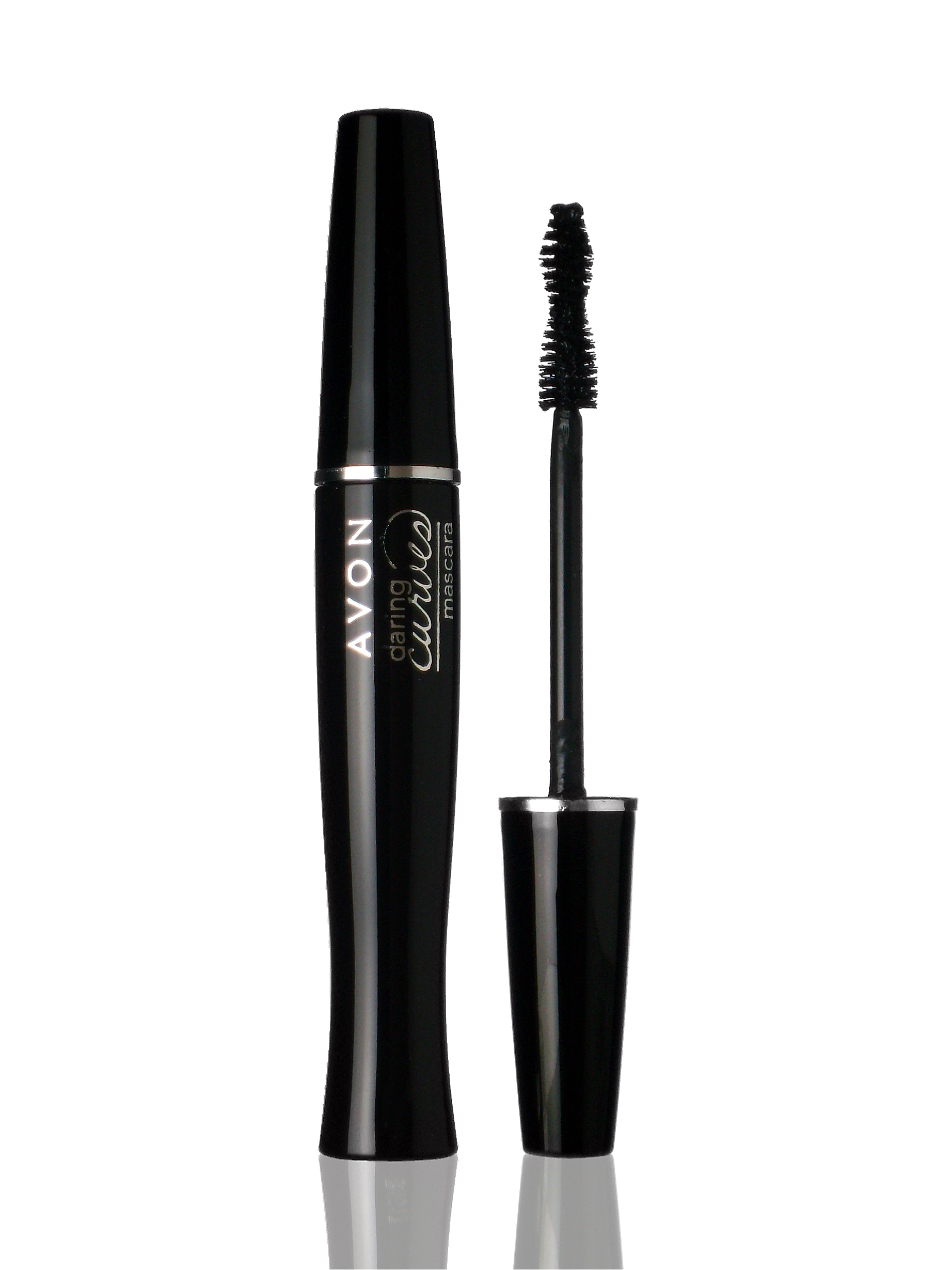
Un tube de mascara et sa brosse applicatrice.

Le mascara se compose d'un tube contenant le produit colorant sous forme liquide ou crémeuse et d'une brosse droite, courbée voire sphérique. La brosse est plongée dans le tube puis appliquée sur les cils.
Le mascara contient de l'eau, des épaississants, des agents filmogènes, des colorants et des conservateurs.
Il existe en différents couleurs mais principalement en noir.
Il existe des mascaras résistants à l'eau, ce qui leur évite de couler sous les yeux en cas de pluie, de larmes ou de sueur excessive.
(1929) De l'anglais mascara (sens identique) attesté en 1922, se substituant à mascaro et qui explique le genre masculin alors que la plupart des mots en \a\ sont féminins (attesté en 1890 en Angleterre, et 1903 en France) et sans doute dérivé de l’espagnol máscara.
Autre signification que l'on peut prétendre être l'origine du mot mascara est issue du Patois français qui viens de Moscorá : « charbonner, noircir, couvrir d'un enduit noir » paru en 1879 dans le Dictionnaire patois-français du département de l'Aveyron par l'abbé Vayssier

## Histoire
À l'origine, le mascara était de la poudre d'antimoine. L'antimoine est une roche noire aux reflets bleutés, qu'on concassait et qu'on broyait jusqu'à donner une poudre dont on tirait un collyre, le khôl (signifiant « noir » en arabe).
Durant l'Antiquité, les Égyptiennes utilisaient également une mixture à base d'amandes calcinées réduites en poudre, de miel et de fiente de crocodile alors que les Romaines se maquillaient avec un produit issu de pétales de rose brûlés, de datte et d'antimoine.
Pendant le Moyen Âge et la Renaissance, les femmes ne mettent rien, préférant l'épilation du visage.
Dans les années 1850, en Occident, les femmes riches se noircissent les yeux en mixant du jus de baies de sureau avec de la suie.
Le produit que les gens reconnaissent aujourd'hui comme le mascara ne se développe pas avant le XIXe siècle : un chimiste nommé Eugène Rimmel développe un cosmétique vers 1880, « le Rimmel », à partir d'un distillat de pétrole, la vaseline. Le nom du cosmétique « rimmel » est devenu synonyme de la substance même et se traduit encore aujourd'hui par mascara en italien (qui signifie « masque » dans cette langue, comparé à « mascarade », aussi d'origine italienne), en français, espagnol, néerlandais, turc, roumain, etc..

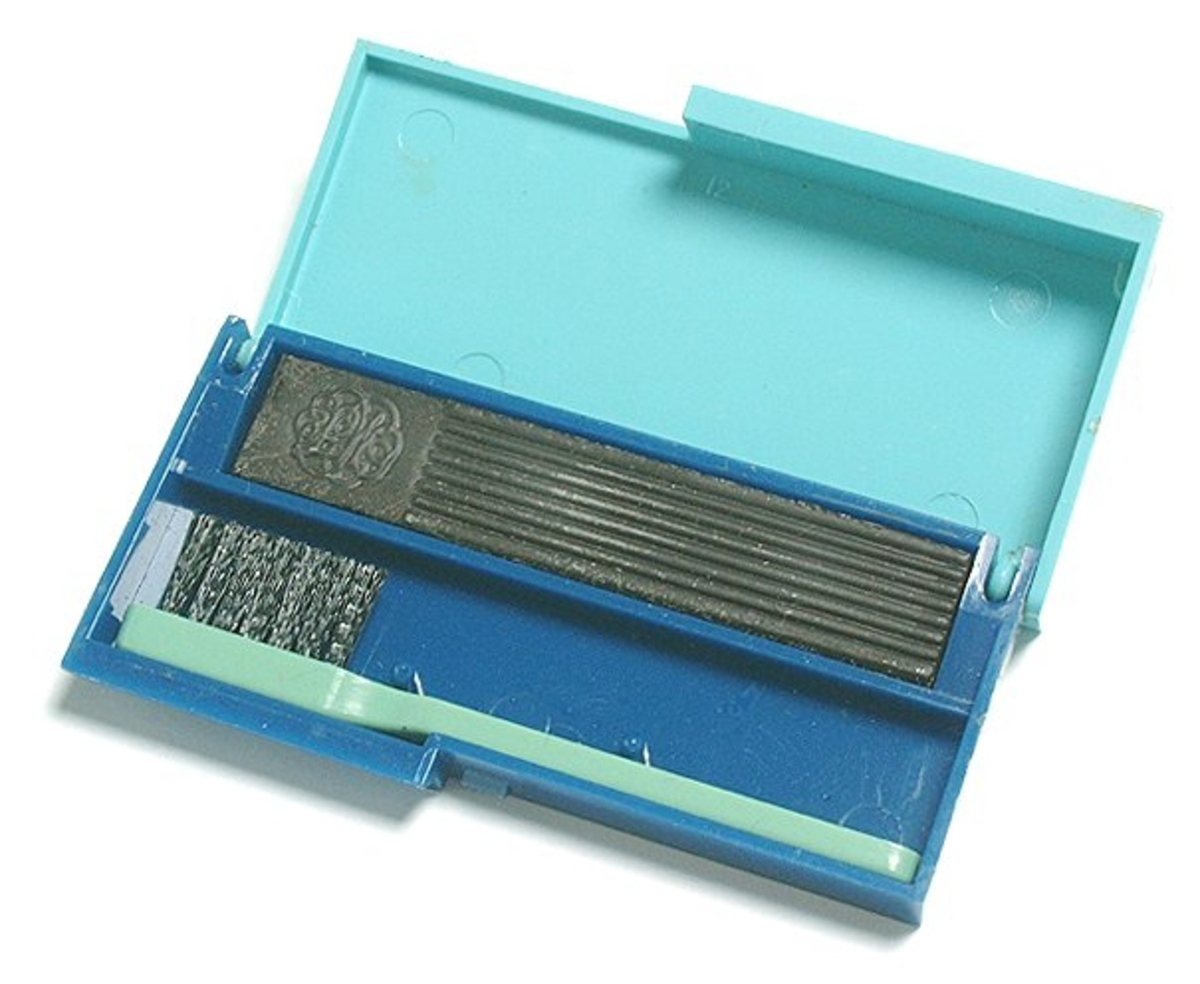
Max Factor cake mascara, 1960

En 1915, un entrepreneur américain de 19 ans, Tom Lyle Williams (en), inspiré par la technique de maquillage de sa sœur aînée, Mabel, lance le mascara moderne, fait de poussière de charbon mélangée à de la vaseline. Williams met au point en 1917 le premier cake mascara, petit pain noir solide présenté dans un boîtier, que l'on appliquait à l'aide d'une brosse en poil animal préalablement mouillée (généralement avec la salive). L'objet connaît vite un énorme succès grâce à cette innovation d'un produit cosmétique sous forme solide. Williams vend son produit par correspondance et crée une société qu'il appelle « Maybelline », combinaison du nom de sa sœur et de « vaseline » (le premier nom du produit est « Lash-Brow-Ine »). Maybelline est aujourd'hui une importante société de cosmétiques appartenant au groupe L'Oréal.
Le mascara était disponible sous forme de pain, et était composé de colorants et de cire de carnauba. Les utilisatrices mouillaient une brosse, la frottaient sur le pain de mascara puis l'appliquaient sur les yeux.

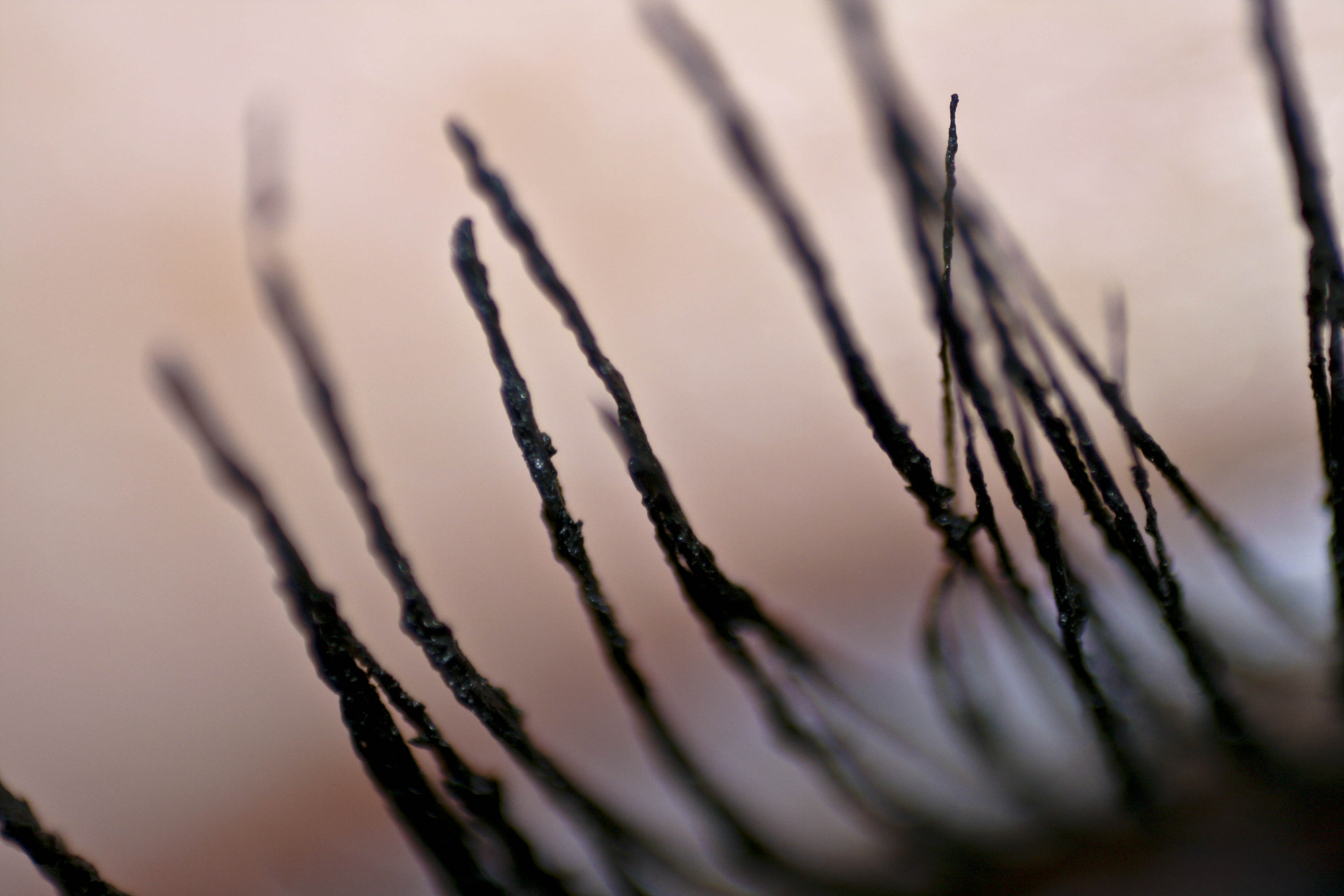
Cils enduits de mascara.

La version actuelle du mascara « automatique », comprenant un tube et un petit tube avec un applicateur de métal intégré dont les fines rainures gravées favorisaient une application précise, a été présentée en 1957 par Helena Rubinstein. En 1939, elle avait déjà inventé le mascara résistant à l'eau (waterproof), présenté dans un spectacle aquatique à la foire de New York. En 1964, le Mascara Matic devient le Long Lash, comprenant filaments de soie et éléments traitants. Les mascaras de couleur apparaissent dans les années 1980.
En 1986, L'Oréal met au point des brosses « intelligentes » dont la forme, l'orientation et la longueur des poils du goupillon permettent de mieux répartir le mascara.[réf. nécessaire] En 1987, Lancôme insère de la kératine dans son nouveau produit Kéracils, ce polymère permettant de bien étirer la crème sur toute la longueur du cil. Les années 2000 se distinguent par les mascaras permettant d'augmenter le volume des cils.

## Utilisation

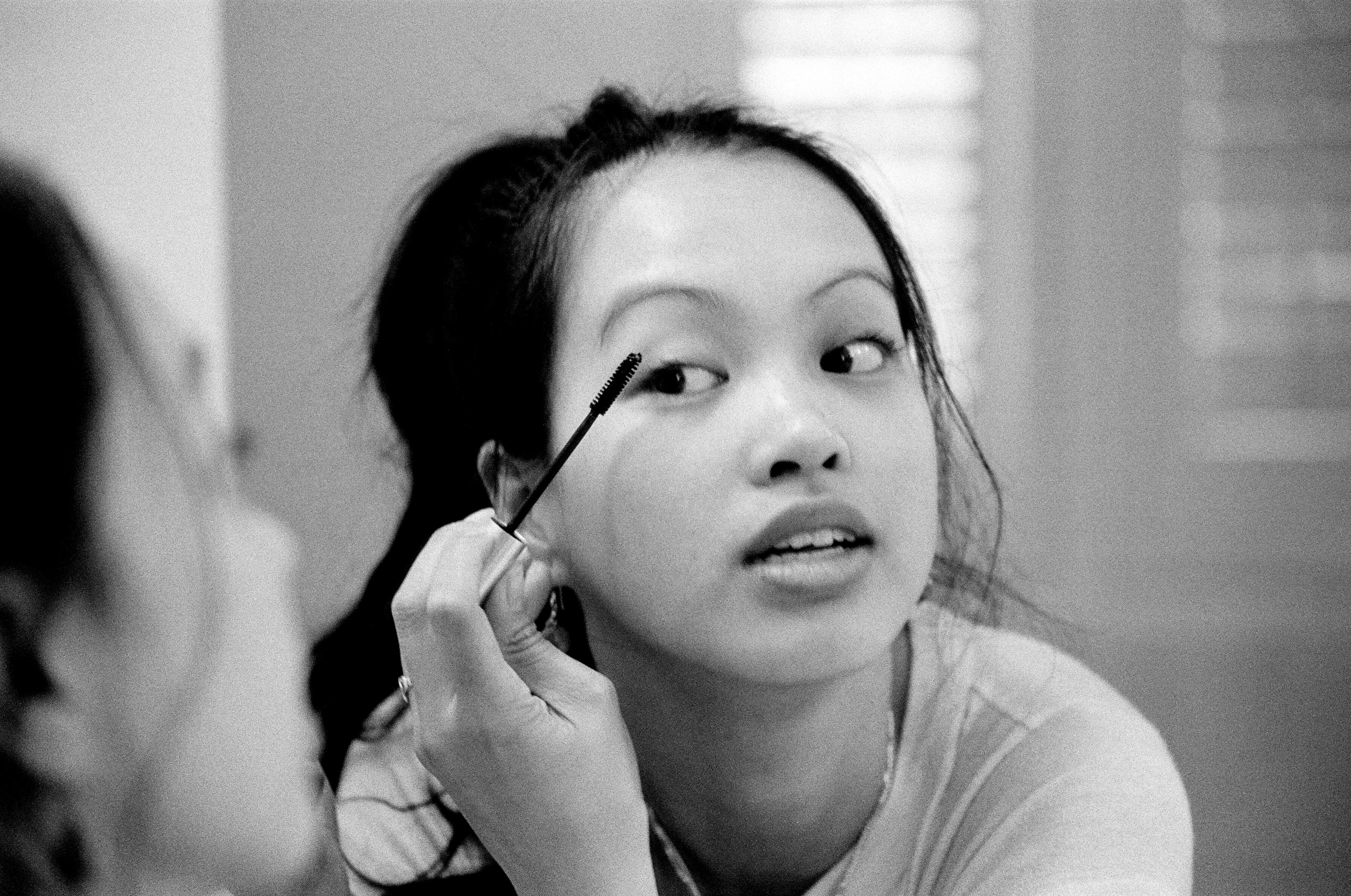
Jeune femme manipulant l'applicateur de son tube de mascara.

Avec la brosse imbibée de produit, on peigne tous les cils, de la base vers l'extrémité. Un recourbe-cils peut être utilisé en complément pour accentuer la courbure des cils avant l’application du mascara. L'application de mascara est une opération délicate car on risque de mettre du produit sur les paupières ou de faire des paquets en mettant trop de produit sur les cils.

## Composition
Les mascaras modernes se scindent en deux grandes familles : les mascaras résistants à l'eau (waterproof) et les mascaras peu résistants à l'eau.
Les premiers sont composés d'un solvant volatil (isododécane), de cires d'origine animale (cire d'abeille), d'origine végétale (cire de carnauba, de son de riz, de candelila), d'origine minérale (ozokérite, paraffine), de pigments (oxydes de fer, bleu outremer) et de polymères filmifiants. Ces mascaras ne contiennent pas d'ingrédients sensibles à l'eau. Ceci leur apporte une excellente résistance aux larmes, à la sueur ou à la pluie. En contrepartie, ces mascaras doivent être retirés à l'aide d'un démaquillant spécifique, capable de diluer le film de mascara.
Comme ceux résistants à l'eau, les mascaras non résistants à l'eau sont composés d'eau, de tensioactifs doux (stéarate de triethanolamine), de cires d'origine animale (cire d'abeille), d'origine végétale (cire de carnauba, de son de riz, de candelila), d'origine minérale (ozokérite, paraffine), de pigments (oxydes de fer, bleu outremer), de polymères épaississants (gomme arabique, celluloses modifiées) et de conservateurs. Ces mascaras peuvent couler sous l'effet des larmes, mais se retirent simplement avec un peu d'eau et de savon ou avec un simple démaquillant.

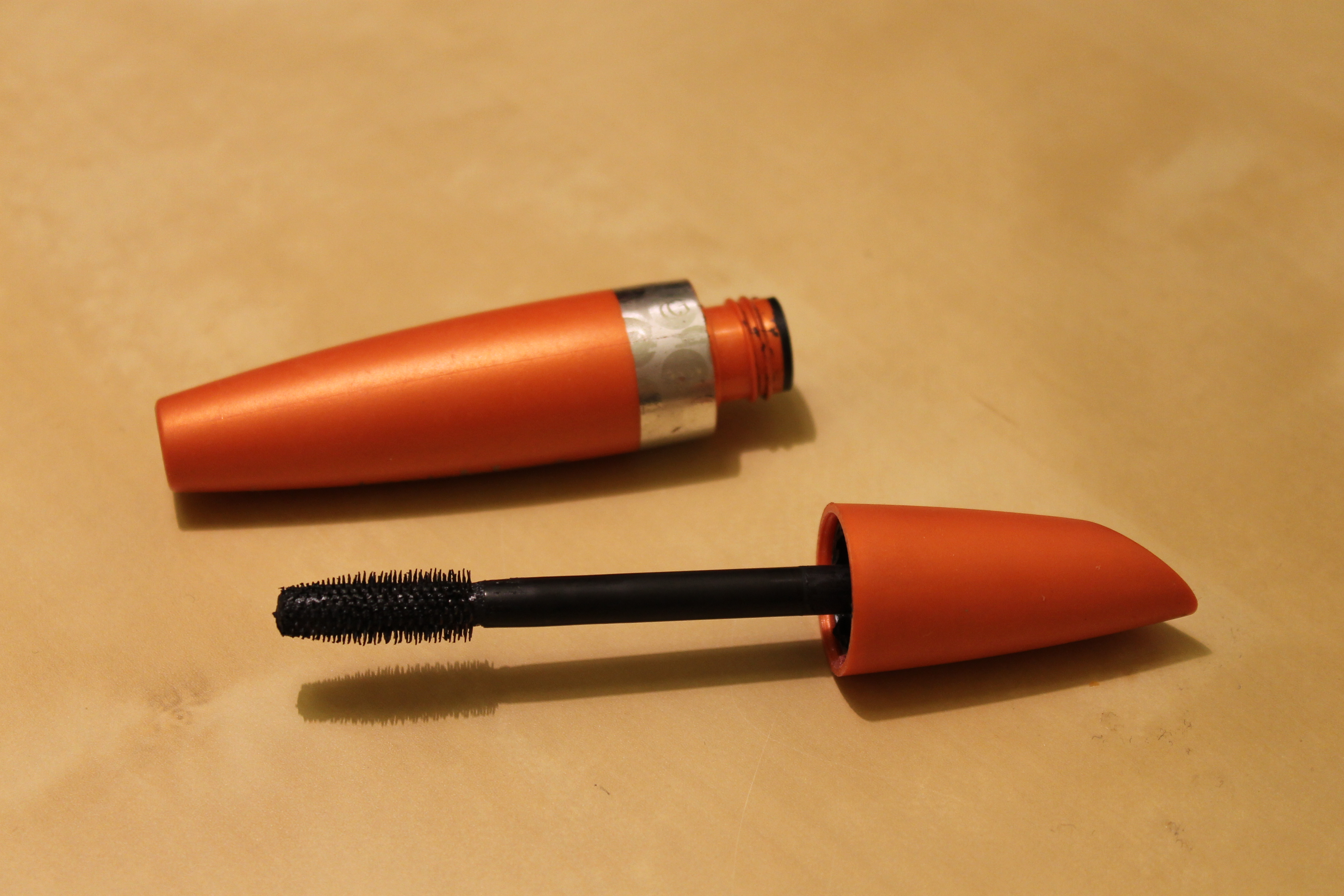
Tube de mascara avec sa brosse

On peut noter l'utilisation de polymères sous forme dispersée dans l'eau (latex), capables d'apporter à cette famille des mascaras normalement non résistants à l'eau, une certaine tenue.
Les compositions de ces mascaras reflètent les familles de peintures avec respectivement les peintures à l'huile (mascaras résistants à l'eau), les peintures à l'eau (mascaras non résistants à l'eau) et les peintures dites acrylates (mascaras composés majoritairement d'eau avec des polymères sous forme dispersée dans l'eau (latex)). Ces fards à cils se sont depuis spécialisés en de nombreuses catégories : allongeant, épaississant, recourbant, résistant à l'eau, etc.